# Gonocephalum bilineatum
Gonocephalum bilineatum es una especie de escarabajo del género Gonocephalum, tribu Opatrini, familia Tenebrionidae. Fue descrita científicamente por Walker en 1858.
La especie se mantiene activa durante los meses de enero, julio, septiembre y noviembre.

## Distribución
Se distribuye por Estados Unidos, Nueva Caledonia, India, Sri Lanka, Malasia, Nepal y Tailandia.